# 221465 Rapa Nui
221465 Rapa Nui este o planetă minoră (asteroid) din centura de asteroizi. A fost descoperită pe 28 ianuarie 2006 la Nogales de Jean-Claude Merlin⁠(d). 
Obiectul prezintă o orbită caracterizată de o semiaxă mare de 3,1468843903468 UAi, o excentricitate de 0,17, o înclinație de 16,6 ° în raport cu ecliptica.